# Arnold Sparenberg
Arnold Sparenberg (* in Kamen; † 1417 in Lübeck) war Ratsherr der Hansestadt Lübeck.

## Leben
Der Kaufmann Arnold Sparenberg wurde 1396 zum Ratsherrn in Lübeck erwählt. Er war 1399 Befehlshaber der Lübecker Flotte in der Ostsee. Im Zuge der bürgerlichen Unruhen in Lübeck Anfang des 15. Jahrhunderts ging er nach Absetzung des Alten Rats 1408 nicht mit der Mehrheit der Ratsherren ins Exil; er blieb in Lübeck, gehörte jedoch nicht zu den Ratsherren, die mit den Bürgern am 5. Mai 1408 über die Neubesetzung des Rates verhandelten. Er trat 1416 nicht wieder in den Alten Rat bei dessen Rückkehr ein. In Testamenten Lübecker Bürger wird er häufig als Urkundszeuge und als Vormund aufgeführt.
Arnold Sparenberg war ab 1370 Eigentümer des Hauses Mengstraße 36. Seine Tochter Margarethe heiratete den Lübecker Ratsherrn (im Neuen Rat) Burkhard von Hildesem.